# 岑羲
岑羲（7世纪—713年7月29日），字伯華，南阳郡棘阳县（今河南省新野县）人，唐朝和武周政治人物，在唐殇帝、唐睿宗、唐玄宗年间任宰相。他以办事公正闻名，但在先天二年（713年）因涉嫌与太平公主同党，在先天政變后被诛。

## 出身
岑羲的祖父岑文本在唐太宗年间任宰相，父亲岑曼倩任雍州长史，爵封襲公。
天授二年（691年）以前，岑羲中进士，累迁太常博士，负责祭祀。天授二年，中止唐朝建立武周的女皇武则天在位时，岑羲的伯父、宰相岑長倩被控谋反被杀。岑羲受到牵连被贬为郴州司法参军，又任金坛县令，以文学和吏干闻名。其时，其弟岑仲翔任长洲令，岑仲休任溧水令，兄弟三人都很有政绩。宰相宗楚客对本道巡察御史说：“不要忘了江东三岑。”随后便推荐岑羲为汜水令，汜水邻近洛阳，故这是一项重要的升职。
长安四年（704年），岑羲任广武（汜水改名为广武）令。十月，武则天要宰相推荐合适的官员去各部担任员外郎。宰相韋嗣立推荐岑羲，却说：“唉，可惜他被伯父岑长倩连累了，长久不得提升。”武则天说：“只要其人有才干，就不受家人连累！”任岑羲为天官員外郎。由于开了这个例，武则天年间其他先前被杀官员的家属也被允许获得擢升。岑羲上任后，有美誉。不久为中书舍人。定州长史康希铣迁海州刺史，岑羲与狄仁杰、韦承庆、韦嗣立、元怀景、姚元崇都与他友善，都倾朝同赋诗以饯行，为近代未有之事。

## 唐中宗復位年间
神龙元年（705年），张柬之、崔玄暐、桓彦范、敬晖、袁恕己五人，领导神龍革命，推翻武则天，复立先前曾登基为唐中宗的太子李显，张崔等五人俱封為王，史稱「五王」。但随后，武则天之侄梁王武三思私通掌权的中宗韦皇后，并获得中宗宠信。五月，五王上表要求对武三思等武家人予以贬爵时，没人敢为五王作表，只有岑羲愿意，且语气激切。诸武被降封。后来武三思成功将五王贬出中央，任岑羲为表面荣耀实则无权的秘書少監。二年（706年），修文馆置八学士，岑羲在其中，从元年十二月起，与魏元忠、武三思、祝钦明、徐彦伯、柳冲、韦承庆、崔融、徐坚等撰《则天皇后实录》二十卷（或作三十卷）。三年（707年）五月前后，岑羲任吏部侍郎，和同僚崔湜、太常少卿鄭愔、大理少卿李元恭一同负责选官。当时，崔、郑、李都以腐败闻名，只有岑羲正直，为时议所美。陆浑主簿崔沔任满调迁，岑羲很赏识重视他，对人说：“这就是当今的郄诜。”特表荐擢他为左补阙。根据岑羲自己监修的《中宗实录》，当皇弟相王李旦和皇妹太平公主被侍御史冉祖雍诬告涉及三年（707年）太子李重俊的重俊之變（武三思及其子武崇訓在政变中被杀）时，岑羲和中书侍郎萧至忠秘密为李旦说话，劝说中宗不调查李旦。

## 唐殇帝年间、唐睿宗復位年间
景龙四年（710年），岑羲被任为中书侍郎。六月，唐中宗猝死，传统史学家认为是被韦后及其女安乐公主李裹儿毒害，以使韦后可以像武则天一样称帝并以李裹儿为皇太女。中宗死讯传出前，韦后为了重组政府以巩固自身权位，授岑羲同中書門下平章事，为实质宰相，加银青光禄大夫。中宗庶子温王李重茂被立为帝，是为唐殇帝，但韦后以皇太后身份摄政，掌握实权。她派纪处讷、张嘉福、岑羲持节去巡抚地方，其中岑羲巡抚河南道。
不到一个月，太平公主和李旦之子临淄王李隆基起事杀死韦后和安乐公主，是為唐隆政變。在他们支持下，先前也曾登基为唐睿宗的李旦复位，殇帝被废黜。七月，岑羲罢相改任右散騎常侍、兼判刑部尚書，与右仆射许国公苏瑰、兵部尚书姚元之（即姚元崇）、吏部尚书宋璟并充使册定陵，又贬为陕州刺史。景云二年（711年）任刑部尚书。十二月或次年正月，又迁戶部尚書，奉敕与中书侍郎陆象先、右散骑常侍徐坚、右司郎中唐绍、刑部员外郎邵知与、删定官大理寺丞陈义海、右卫长史张处斌、大理评事张名播、左卫率府仓曹参军罗思贞、刑部主事阎义颛共十人，删定格、式、律、令。岑羲、崔湜厌恶崔日用，而户部员外郎李邕与之结交；李隆基被立为皇太子后，李邕及崔隐甫、倪若水同被其礼遇，岑羲等忌之，贬李邕为舍城丞。三年（712年）正月，岑羲被授予更高的头衔同中書門下三品，再次拜相，负责监修国史，删定格令，仍修《氏族录》。太极元年（712年）二月奏上所删定的格令，名为《太极格》。睿宗阅《中宗实录》后，赏赐他丝绸三百段和良马一匹以谢保护之功，下诏褒奖，六月又任他为侍中领导门下省，封南阳郡公。当年春，睿宗起金仙、玉真两观，花费巨亿。太府少卿兼通事舍人韦凑为此进谏，睿宗纳其言，令在外详议。岑羲与时任中书令崔湜对韦凑说：“公敢言此，大是难事。”雍令刘少微恃权贪赃，被右台殿中侍御史辛替否审讯，岑羲屡次求情，辛替否不退让，刘少微坐死。
当时，岑羲之兄岑獻任國子監司業，弟岑仲翔、岑仲休任陕州、商州刺史，岑家从族兄弟子侄数十人因岑羲提拔而官居清要之职。岑羲曾感叹：“物极必反，我得有所戒惧啊。”但并未因此辞职。

## 唐玄宗年间
当年，唐睿宗禪讓帝位给李隆基，即唐玄宗。但在太平公主建议下，睿宗以太上皇身份掌握实权并继续受到太平公主的影响。岑羲被认为是太平公主一党。同年，玄宗的部属宰相刘幽求和右羽林将军張暐在玄宗支持下计划用羽林兵杀掉岑羲和另两名因依附太平公主而得以进身的宰相窦怀贞和崔湜。但当張暐将计划泄露给侍御史鄧光賓，刘、张、邓都被流放。
太平公主认为睿宗舍嫡长子宋王李成器而立玄宗，不顺，图谋废立，窦怀贞、萧至忠、岑羲、崔湜都认可，宰相陆象先则不同意。先天二年（713年）六月，太平公主和窦怀贞、岑羲、萧至忠、崔湜、太子少保薛稷、雍州长史新兴王李晉（唐高祖堂弟李德良之孙）、中书舍人李猷、右散骑常侍賈膺福、鸿胪寺卿唐晙、左羽林大将军常元楷、知右羽林将军事李慈、左金吾将军李欽、胡僧惠範合谋以羽林军作乱推翻玄宗，甚至已经计划让宫女元氏在给玄宗服用的赤箭粉中投毒。
七月，侍中魏知古报告玄宗太平公主欲作乱，令常元楷、李慈以羽林兵突入武德殿杀玄宗，窦怀贞、萧至忠、岑羲等于南牙举兵响应。玄宗已经接受了王琚、张说、崔日用先发制人的建议。玄宗召集弟弟岐王李範、薛王李業及郭元振、龙武将军王毛仲、殿中少监姜皎、太仆少卿李令問、尚乘奉御王守一（也是玄宗的内兄）、内给事高力士、果毅李守德率先采取行动，即先天政變。
7月29日，王毛仲取内闲马三百人，率李令问、王守一、高力士、李守德叩虔化门，于北阙下枭常元楷和李慈首级，擒贾膺福、李猷于内客省，擒住萧至忠、岑羲押到朝堂，皆处决。窦怀贞自缢。窦怀贞、岑羲等十七家被诛。而同为太平公主所进的陆象先则被玄宗赦免。
岑羲被杀后，家产被没收。太上皇虽下诰大赦天下，但不赦太平公主案连坐者。
岑羲妹夫徐坚早早以避嫌为由辞去机密官职，转太子詹事，实为避祸，此时得免，但仍受到连累被出为绛州刺史。
王守一则因诛杀萧至忠、岑羲等有功，迁殿中少监，特封晋国公。高力士也因此功获任为右监门将军，知内侍省事，打破了唐太宗时内侍省不置三品官的定制。
神龙初年，武后去帝号，但岑羲等仍然在太庙中将她题作“圣帝”。开元四年（716年），太常卿姜皎与礼官太常博士陈贞节等上表请除“圣帝”称呼，玄宗诏准。

## 作品
- 《则天皇后实录》二十卷，与魏元忠、武三思、祝钦明、徐彦伯、柳冲、韦承庆、崔融、徐坚合撰，刘知几、吴兢删正[15]
- 《为敬晖等论武氏宜削去王爵表》
- 《太极格》十卷[22][41]，与陆象先、徐坚、唐绍、邵知新、陈义海、张名播、张处斌、罗思贞、阎义颛等删定[15]
- 《氏族录》，魏元忠、张锡、萧至忠、岑羲、崔湜、徐坚、刘宪、吴兢、柳冲改修，[36]亡佚[15]
- 《大唐故银青光禄大夫囗囗囗侍郎赠礼部尚书韦府君墓志铭》，志主韦承庆
- 《大唐故中大夫使持节箕州诸军事守箕州刺史上护军韦府君墓志之铭》，志主韦知艺
- 《大唐故尚书右仆射赠特进并州大都督郑国公杨恭公之碑》，志主杨再思
- 《大唐故正议大夫守太子詹事兼修国史崇文馆学士赠使持节都督兖州诸军事兖州刺史上柱国中山刘府君墓志铭并序》，志主刘宪
- 《武周岑平等墓志》，志主为岑羲堂姑
- 《全唐诗》收录其诗六首

## 子
- 岑敷，不仕官

| 前任： 刘幽求 | 唐朝侍中 712年—713年 | 繼任： 刘幽求 |